# Jarvey Gayoso
Javier "Jarvey" Agustine Ocampo Gayoso (* 11. Februar 1997 in Las Piñas) ist ein philippinischer Fußballspieler.

## Karriere

### Verein
Javier Gayoso erlernte das Fußballspielen in der Universitätsmannschaft der Ateneo de Manila University. Seinen ersten Vertrag unterschrieb er 2016 beim Agila MSA FC. Der Verein spielte in der United Football League. 2017 wechselte er zum Ateneo FC nach Quezon City. Nach drei Jahren wechselte er Anfang 2020 zum Azkals Development Team. Das Team spielte in der ersten Liga, der Philippines Football League. Von Mitte Juni 2021 bis Anfang August 2021 wurde er an den Ligakonkurrenten Kaya FC-Iloilo verliehen. Nach Vertragsende bei ADT unterschrieb er am 8. Februar 2022 einen Vertrag bei Kaya FC-Iloilo. Am Ende der Saison 2022/23 und 2024 feierte er mit dem Verein die Meisterschaft. 2024 wurde er mit 23 Toren Torschützenkönig der Liga. Im Juni 2025 zog es ihn nach Kambodscha. Hier nahm ihn der Erstligist Phnom Penh Crown unter Vertrag. Am Ende der Saison 2024/25 wurde er mit dem Verein aus Phnom Penh Vizemeister. Nach 24 Ligaspielen, in denen er 14 Treffer erzielte, wechselte er im Sommer 2025 nach Thailand. Hier unterschrieb er in der Hauptstadt Bangkok einen Vertrag beim Zweitligisten Bangkok FC.

### Nationalmannschaft
Javier Gayoso spielt seit 2017 für die philippinische Nationalmannschaft. Bisher bestritt er drei Länderspiele.

## Erfolge
Kaya FC-Iloilo
- Philippinischer Meister: 2022/23, 2024

Phnom Penh Crow
- Kambodschanischer Vizemeister: 2024/25

## Auszeichnungen
Philippines Football League
- Torschützenkönig: 2024 (23 Tore)